# Mazama zamora
La corzuela roja de Zamora (Mazama zamora) es una especie de cérvido del género Mazama que habita en el norte de Sudamérica. 

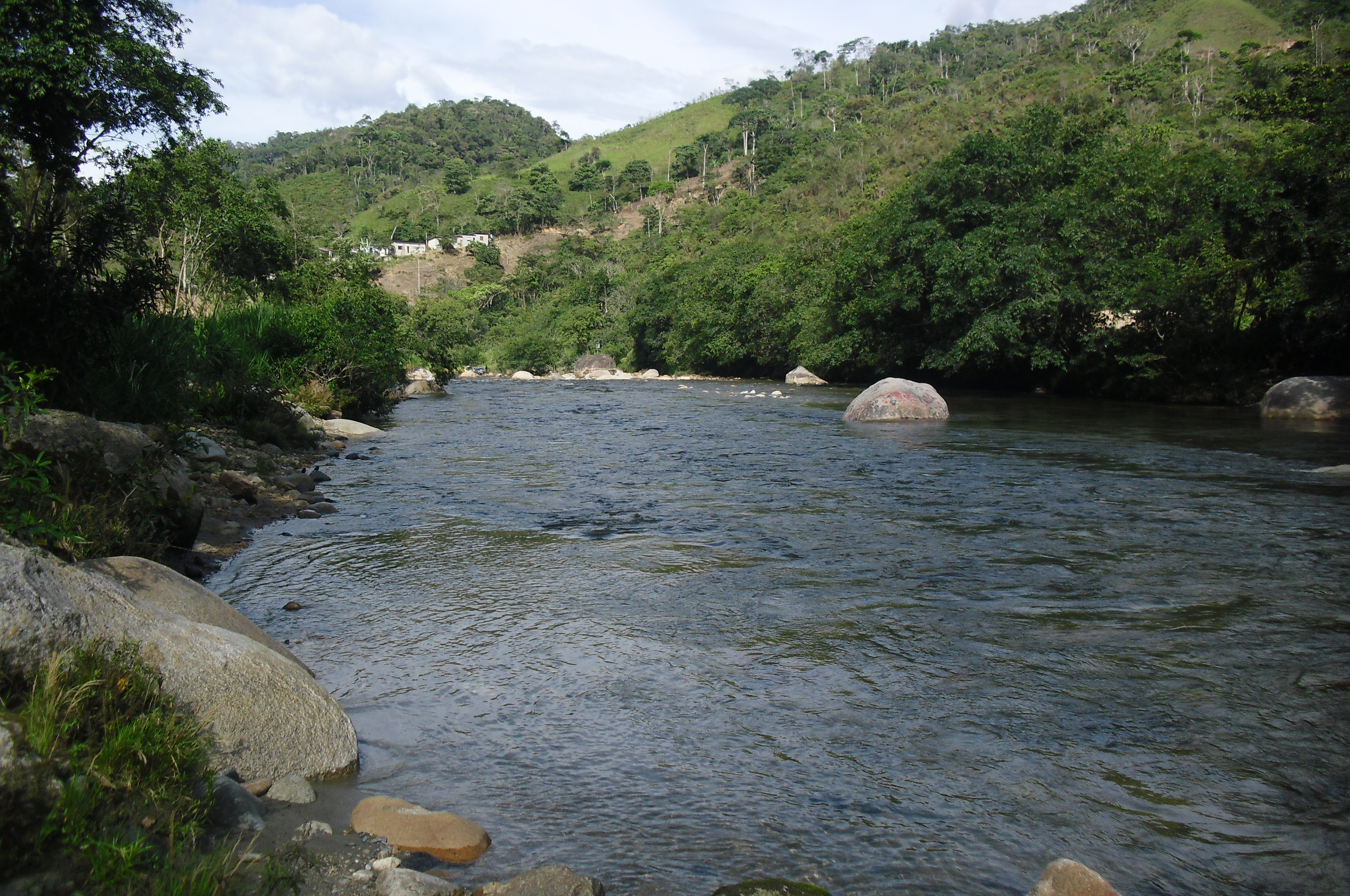
El río Bombuscaro, en los alrededores de Zamora, Ecuador, la localidad tipo de este taxón.

## Distribución
Esta especie se distribuye en el norte de América del Sur, contando con registros del sudeste de la Amazonia de Colombia, Ecuador —al este de la cordillera de los Andes— y el nordeste del Perú. Se caracteriza por vivir en altitudes comprendidas entre los 600 y los 1200 m s. n. m..

## Taxonomía
Este taxón fue descrito originalmente en el año 1915 por el zoólogo estadounidense Joel Asaph Allen, quien la consideró una buena especie.
Durante décadas fue considerado sólo una subespecie de Mazama americana, es decir: Mazama americana zamora, pero estudios genéticos permitieron elevarlo a la categoría de especie plena.
Ejemplar tipo
El ejemplar tipo lleva el N.º 36581; es una hembra adulta, que fue colectada por W. B. Richardson el 22 de octubre de 1913.
Localidad tipo
La localidad tipo es: “Zamora, sudeste de Ecuador; altitud: 2000 pies”.

## Características
Con respecto a otras especies del mismo género, Mazama zetta se caracteriza por poseer un tamaño corporal medio y astas muy cortas.
La coloración general es rufo-amarillento brillante, es más rojizo sobre la región media del dorso, más pálido en los costados y en la región ventral. No se invierten los pelos de la nuca; esta y la parte superior de la cabeza son oscuras; la parte frontal de la cabeza presenta un mechón de pelos largos de un color mezcla de rojizo con negruzco; los costados de la región interorbital son castaños; la región facial es de color marrón negruzco; muestra una pequeña mancha blanca a cada lado del rinario. Las orejas son de color marrón negruzco; la barbilla y una franja media sobre la parte inferior de la garganta son blancas; la parte superior de la garganta es blanco-anteada, con una mancha de color marrón oscuro en cada lado opuesto al ángulo de la boca, casi reunidas en la línea media. El color de las patas es casi uniforme con respecto al de la superficie ventral, la región inguinal y el interior de los muslos son blancos, la cola por arriba es como el dorso; por abajo es blanca.
grosso modo, M. zamora posee aproximadamente el doble del tamaño que M. rufina, lo que es fácilmente observable en los cráneos de hembras viejas; las dos especies también son muy diferentes en la coloración del pelaje, siendo M. zamora rojiza clara brillante mientras que M. rufina es rojizo-oscuro.

### Medidas del ejemplar tipo
Cuerpo
- Longitud total: 1370 mm;
- Cola vertebral: 80 mm;

Cráneo
- Longitud total: 204 mm;
- Longitud cóndilobasal: 193 mm;
- Longitud oiccipitonasal: 174 mm;
- Longitud preorbital: 104 mm;
- Amplitud cigomática: 87 mm;
- Amplitud orbital: 87 mm;
- Amplitud interorbital: 40,6 mm;
- Amplitud occipital: 61,5 mm;
- Amplitud de la caja craneana: 61 mm;
- Longitud de las nasales:  64 mm;
- Anchura de las nasales:  22 mm;
- Número de dientes del maxilar: 65
- Longitud de las nasales:  mm;
- Anchura de las nasales:  mm;

## Costumbres
Es un animal de hábitos huidizos, nocturnos y terrestres, recorre el sotobosque, solo o en pareja, en búsqueda de vegetación tierna, intentando pasar desapercibido de sus predadores. Es un rumiante con una dieta herbívora y frugívora; consume brotes, hojas, frutos y semillas. El macho es el único que presenta cornamenta, la cual es corta y simple. Luego de una gestación de alrededor de 3 meses, la hembra pare generalmente una sola cría, la cual posee una librea compuesta por un salpicado blanco sobre en el pelaje dorsal, el que va desapareciendo con el correr de los meses. 